# Sommersturm
Sommersturm, noto anche con il titolo internazionale Summer Storm, è un film tedesco, del 2004, il 2° lungometraggio firmato da Marco Kreuzpaintner.
La storia tratta dello stato d'incertezza iniziale di un giovane ragazzo gay e del suo successivo, felice, coming out.

## Trama
Tobi e Achim sono due adolescenti: grandi amici, fanno parte di una squadra di canottaggio, e capita anche che a volte si masturbino assieme. Tobi è molto innamorato di Achim, ma non ha ancora mai avuto il coraggio di confessarglielo, in quanto teme che il suo sentimento non sia né compreso né condiviso.
Capita in seguito che i due si rechino ad una festa con gli altri componenti della squadra di canottaggio alla quale appartengono entrambi, formata anche da ragazze. Achim finisce per fidanzarsi con Sandra, mentre una sua amica, Anke, cerca di corteggiare Tobi.
Dopo il party i due ragazzi si incontrano per stare un po' assieme. Achim cerca di spiegare a Tobi che, anche se sta con una ragazza, la loro amicizia rimarrà sempre forte come prima; allora Tobi gli propone, dopo la gara che li attende, un viaggio inter-rail, ed Achim accetta. Tobi, molto contento di questo successo ottenuto, si avvicina ad Achim è cerca di baciarlo, ma Achim lo interrompe. Tobi subito si scusa dicendo che è ubriaco. Achim allora gli chiede come fosse andata con Anke, ed egli risponde, per evitare che l'amico possa finir per insospettirsi di qualcosa, che hanno già fatto sesso.
La mattina seguente la squadra parte per gli allenamenti in preparazione alla gara. Arrivati a destinazione incontrano subito i loro avversari. I ragazzi legano con i componenti di una squadra avversaria, i Queerschlag, i quali, in una discussione, spiegano che il termine queer è presente nel nome della squadra, perché sono tutti gay. Cala il silenzio nella squadra di Tobi, e i Queerschlag, così, decidono di campeggiare altrove.
Achim confessa a Tobi che è pronto per avere un rapporto sessuale con Sandra, ma lei no. Anke viene a conoscenza del fatto che Tobi ha raccontanto di aver fatto sesso con lei, e vuole spiegazioni. Tobi si scusa dicendo che ha immaginato di dormire insieme a lei, ma essendo un ragazzo timido vorrebbe che fosse lei a prendere l'iniziativa.
I due amici vanno vicino al lago dove Tobi cerca di baciare Achim ma lui lo respinge e se ne va, dicendo che non sarebbe andato oltre alla masturbazione. Tobi gli urla che un bacio non è nulla rispetto a quello che fanno già. Nel frattempo stavano arrivando i ragazzi della Queerschlag, anche loro intenti ad andare al lago, che ascoltano le parole di Tobi. Il ragazzo subito si tuffa nel lago, come se si volesse nascondere da tutti gli altri. Una volta riemerso si accinge ad andarsene, ma i ragazzi della Queerschlag lo invitano a restare. Grazie alla richiesta di uno di loro, Leo, Tobi decide di restare. I ragazzi si divertono e alla fine Tobi si addormenta al sole. Al suo risveglio c'è solo Leo a fargli compagnia, che si propone per mettergli della crema sulla schiena.
Tobi non risponde ma lascia fare, poi si gira, i due si guardano, si baciano, si tolgono i costumi e fanno l'amore.
Nel ritornare al campo Tobi incontra Anke che lo persuade, ma Tobi le confessa che lui è innamorato di un'altra persona, di un ragazzo. Achim dice a Tobi che questa estate andrà in Sud America con Sandra, e quindi rinvia di un anno il loro viaggio inter-rail.
Malte, un ragazzo della Queerschlag, pensa che grazie al suo fisico può avere qualsiasi uomo, anche etero. Le sue attenzioni si rivolgono verso un ragazzo dell'altra squadra, Georg, e dopo varie discussioni Malte gli dà un bacio alla francese.
Georg, preso dal panico dalla sua forte omofobia, scappa nel bosco. Georg quella sera non rientra al campeggio, e gli allenatori delle due squadre decidono di andarlo a cercare, con tutti i ragazzi. Tobi trova George nascosto su un albero. I ragazzi si apprestano, così, a ritornare al campeggio, ma Tobi fa notare che mancano Achim e Sandra. Qualcuno dice di non preoccuparsi, dato che i due probabilmente staranno facendo ben altro, ma Tobi infastidito dall'idea cerca di convincere i ragazzi a cercare i due. Un ragazzo della Queerschlag, allora, gli chiede se fosse geloso della ragazza, cercando di insinuare qualcosa. L'allenatore di Tobi dice che Tobi non è gay e cerca una conferma da Tobi, ma lui non risponde. Avviene un giro di parole e così i due gruppi si offendono, si prendono a botte e Leo si frattura una spalla.
Inizia una forte tempesta estiva: i ragazzi si recano al campeggio per recuperare la loro roba e per trovare rifugio in un ostello lì vicino. Entrati nella villa l'allenatore dice ai ragazzi che chi non è gay può anche trovarsi una stanza dove dormire. Tobi all'inizio resta da solo sulle scale, poi va nella stanza di Achim e Sandra, ma Achim lo caccia via dicendo che la loro amicizia è solo un ricordo, così Tobi va a stare nel bagno riscaldandosi con l'acqua calda della doccia.
Nella villa arrivano anche i Queerschlag. Leo vede Tobi in quello stato e lo invita a dormire da lui. Quella sera Achim, Anke e Tobi, ognuno nella propria stanza, riflettono su cosa sia successo in questi giorni.
La mattina seguente le due squadre vanno in cucina e si mettono in gruppi diversi. Entra Tobi e cala il silenzio. Tobi si siede con la sua squadra, dà un bacio sulla guancia ad Anke: tutti lo guardano. Tobi fa così il suo coming out, chiedendo se non gli è più permesso baciare una donna perché è gay. Il gruppo non fa commenti su questo e ritornano a parlare di come organizzarsi per la gara. Dato che Leo è ferito alla spalla e che non può gareggiare l'allenatore di Tobi decide di far andare con i Queerschlag Georg, il ragazzo omofobo. Vincono i Queerschlag, mentre la squadra di Tobi arriva al secondo posto.
Tobi chiede ad Achim se mai lo perdonerà e lui gli risponde che si dovrà abituare all'idea.
I ragazzi tornano a casa, Tobi scende dal pullman resta immobile a guardare casa sua e poi sorride.

## Colonna sonora
1. "Blonde on Blonde" di Nada Surf
2. "Shake the Foundation" di Radio 4
3. "Willkommen" di Rosenstolz
4. "Los, Wixen" di Niki Reiser
5. "Auf ins Bergische" di Niki Reiser
6. "We'll Never Know" di Roman Fischer
7. "Maltes Kuss" di Niki Reiser
8. "Flames" di VAST
9. "Verwirrt" di Niki Reiser
10. "Achim" di Niki Reiser
11. "Getaway" di Roman Fischer
12. "Jim's Theme" di Niki Reiser
13. "Coming Out" di Niki Reiser
14. "Catch Me" di Kerosin
15. "We Oh We" di The Hidden Cameras
16. "Crooked Lines" di The Go-Betweens
17. "For Lovers" di Wolfman/Pete Doherty
18. "The Power of Love" di Frankie Goes to Hollywood
19. "Sommersturm" di Niki Reiser
20. "The Summer We Had" di Nova International
21. "Go West" di Sound City Girls

## Riconoscimenti
- 2004 - Munich Film Festival
  - Best Feature Audience Award
- 2005 - Undine Awards
  - Miglior giovane attore (Robert Stadlober)
- 2005 - New Faces Awards
  - Miglior regista (Marco Kreuzpaintner)
- 2005 - Festival MIX Milano
  - Premio del pubblico
- 2005 - Melbourne Queer Film Festival
  - Best Feature Audience Choice
- 2005 - Pikes Peak
  - Best Feature Audience Award
- 2005 - Rochester Lesbian & Gay FF
  - Best Independent Feature
- 2005 - Pittsburgh Intl Lesbian & Gay FF
  - Best Feature
- 2005 Long Island G&L FF
  - Best Feature, Male, Audience Award